# Protestes a Xile de 2019
Protestes a Xile en 2019 són una sèrie de protestes civils a diverses ciutats de Xile que van començar el 14 d'octubre de 2019 en la capital Santiago com una campanya coordinada d'estudiants de l'ensenyament mig per a evitar pagar el metro de la ciutat en resposta als recents augments de preus, ocasionant enfrontaments oberts amb els carabineros.
El 18 d'octubre, la situació va empitjorar quan grups organitzats de manifestants es van rebel·lar en tota la ciutat, apoderant-se de moltes estacions de la xarxa del metro de Santiago i inutilitzant-les amb extensos danys a la infraestructura. La xarxa de Metro va ser totalment desactivada. Aquell dia, el president de Xile, Sebastián Piñera, va anunciar un estat d'emergència, autoritzant l'enviament de forces de l'Exèrcit xilè a les principals regions per a fer complir l'ordre i reprimir la destrucció de béns públics, i va invocar davant els tribunals la Ley de Seguridad del Estado contra desenes de detinguts. El 19 d'octubre es va declarar el toc de queda en l'àrea de la Gran Santiago, per primera vegada des de 1987 a la fi de la dictadura de Pinochet.
Les protestes i disturbis es van expandir per altres ciutats, com Concepción, San Antonio i Valparaíso. L'estat d'emergència va ser estès a la província de Concepción, a tota la regió de Valparaíso (excepte l'Illa de Pasqua i l'arxipèlag Juan Fernández) i a les ciutats de Antofagasta, Iquique, Coquimbo, La Serena, Rancagua i Valdivia.

## Context

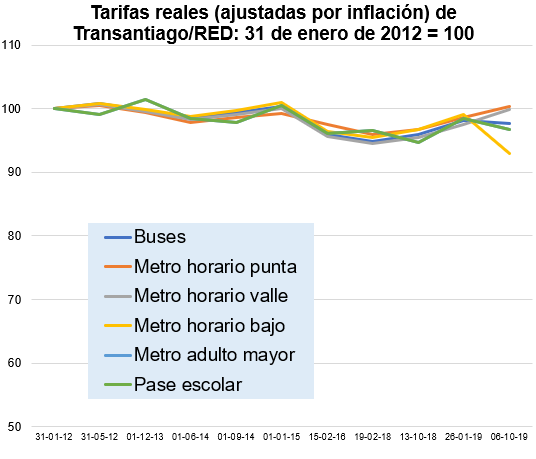
Taxa, corregida per la inflació, del transport públic en Santiago, entre 31 de gener de 2012 i 6 d'octubre de 2019, abans de la revocació de l'últim augment

El preu del transport públic al Gran Santiago és determinat pel "Panell de Perits en Transport Públic", que usa una fórmula automàtica de càlcul per a ajustar les tarifes mensualment. El Ministeri de Transports i Telecomunicacions és aconsellat pel panell i se li notifica qualsevol alteració de preu.
L'1 d'octubre de 2019, el Panell va determinar l'ajust trimestral de tarifes per al sistema de transport públic de la Província de Santiago i les comunes de San Bernardo i Puente Alto. Van decidir que calia un increment de 10 pesos xilens per a l'autobús i de 30 per al metro de Santiago i Metrotrén en les hores punta (un augment de prop del 4%), així com una reducció tarifària de 30 pesos en les hores vall. L'augment va ser justificat pel Panell a causa de l'augment de l'índex de taxes que recull la llei, el qual que està subjecte a les variacions en el valor del dòlar americà, en l'euro, en el cost del treball, el preu del combustible i en l'índex de preus al consumidor, per la qual cosa els costos de les concessionàries i del metro havien de pujar. El canvi de tarifa estava programat per a entrar en vigor a partir del 6 d'octubre.
Alguns especialistes, com l'exministre Paola Tapia, van indicar que existien altres factors que explicaven l'augment. Entre aquests factors, estaria la compra sense concurs d'una nova flota d'autobusos elèctrics per a la Xarxa Metropolitana de Mobilitat i la suspensió de la nova subhasta de serveis d'autobusos, ambdues decisions preses per l'administració de la Ministra Gloria Hutt.
Addicionalmemt, es va criticar que les tarifes de transport ferroviari a Santiago són les segones més altes d'Amèrica Llatina, superades només per São Paulo a Brasil. En termes relatius, el cost mensual mig per persona per al transport públic de la ciutat és equivalent al 13,8% del salari mínim, molt per sobre d'altres ciutats com Buenos Aires, Ciutat de Mèxic o Lima, on no excedeix del 10%.

## Seqüència de les protestes d'octubre

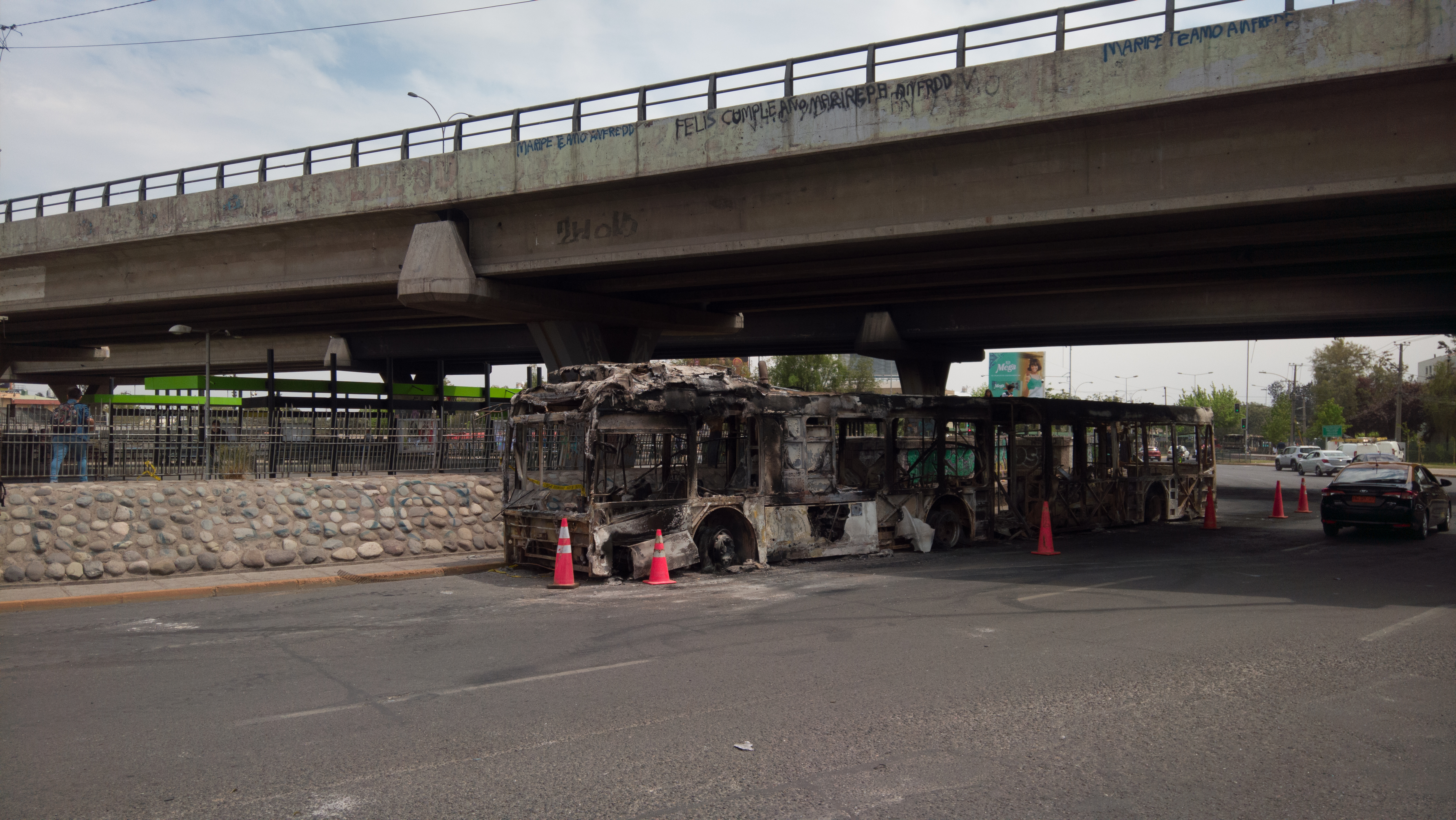
Un dels 16 autobusos de transport públic que van ser cremats en la nit del 18 d'octubre

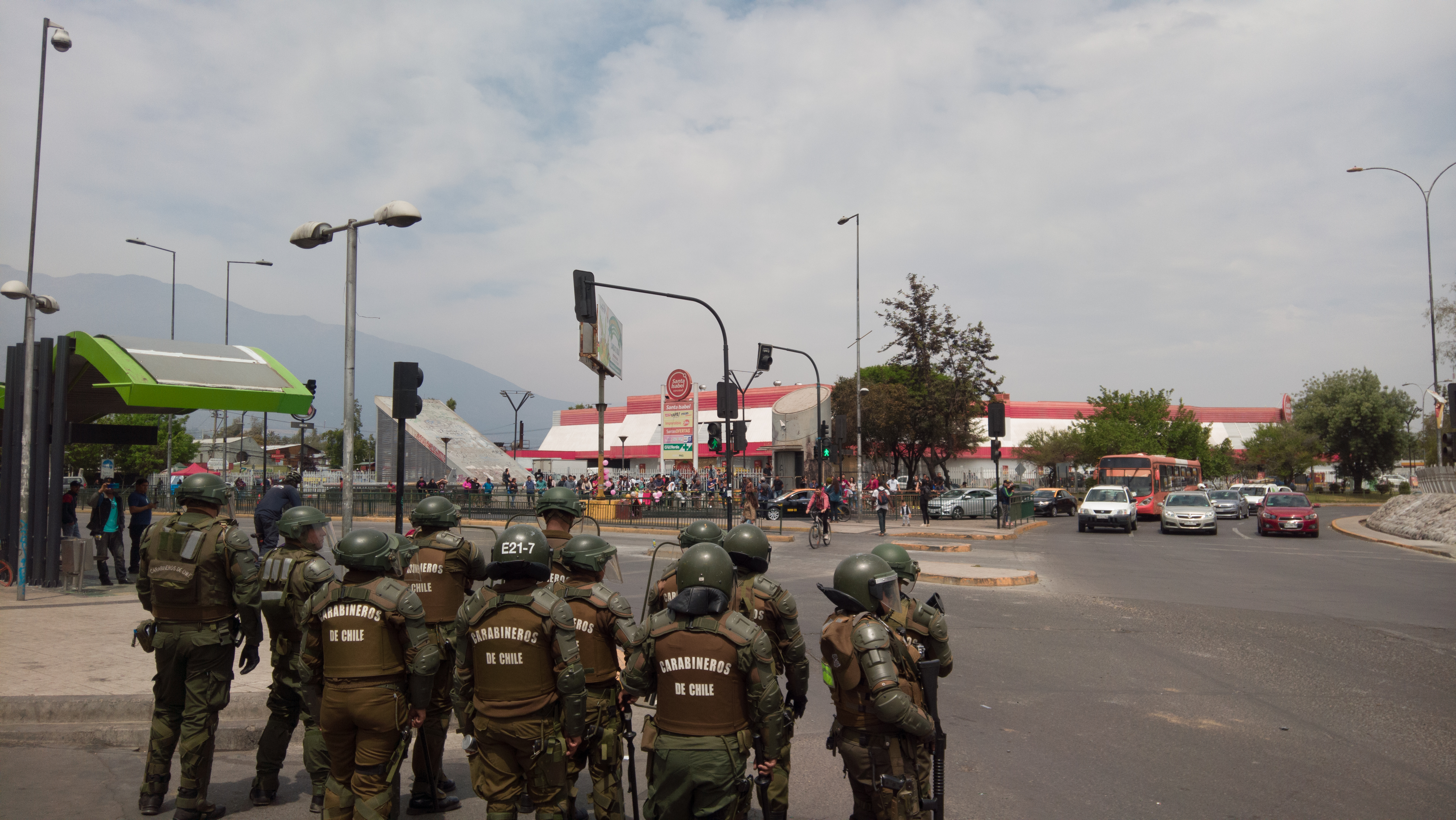
Forces Especials de Carabineros presents en les protestes del 19 d'octubre

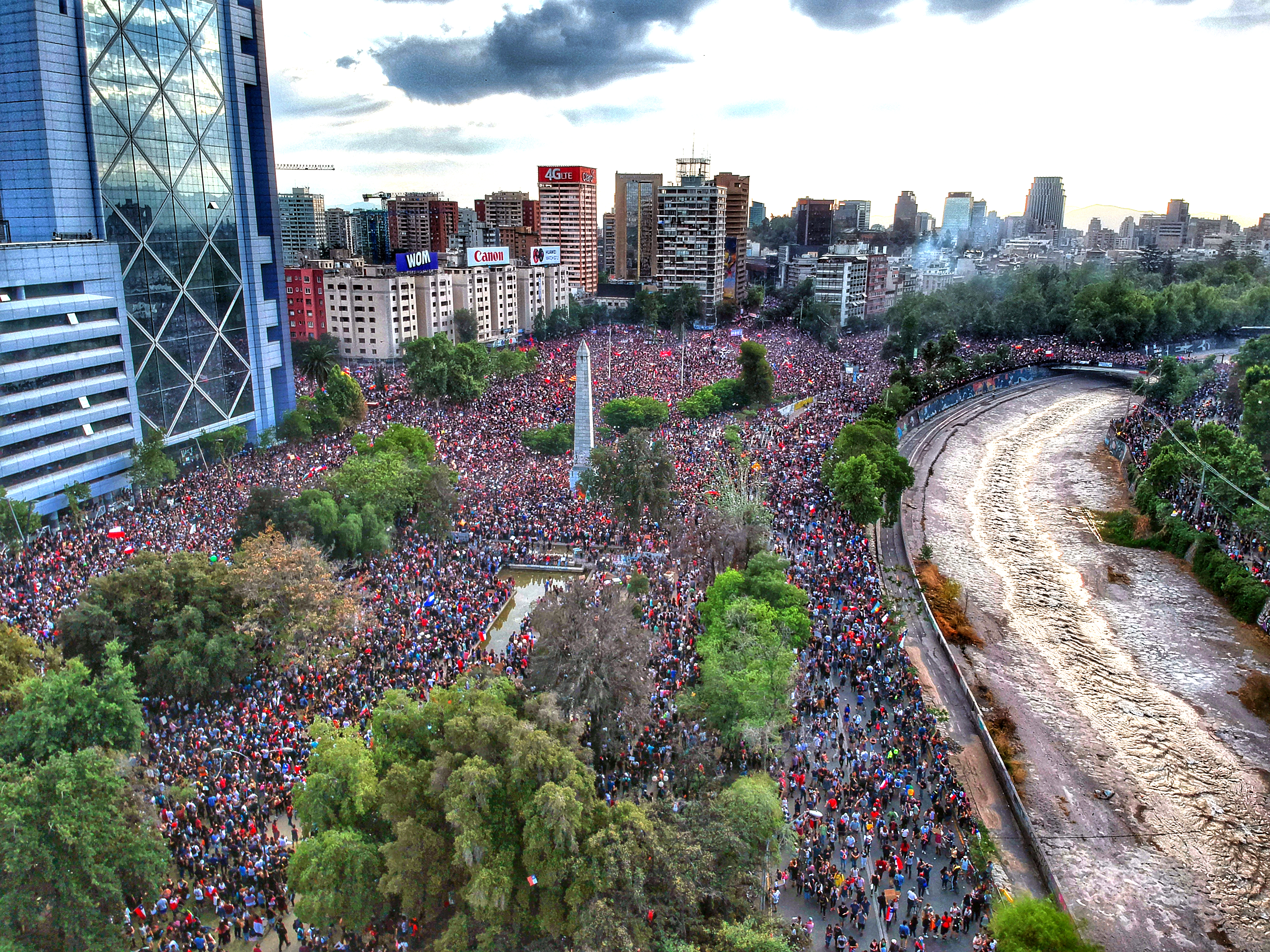
Marxa pacífica en la plaça Baquedano de Santiago de Xile, el 25 d'octubre

- Les protestes van començar el dilluns 7 d'octubre, quan estudiants de l'ensenyament mig van iniciar una campanya orquestrada contra les tarifes colant-se en el metro de Santiago. En resposta, l'autoritat del metro va començar a controlar l'accés a diverses estacions.[11] Sota l'eslògan ¡Evitar!, la campanya de saltar-se les tarifes va continuar i va créixer al llarg d'aquella setmana setmana i de la següent.
- El dilluns 14 d'octubre, diverses estacions de la Línia 5 van ser tancades a la tarda després d'incidents violents.[12]
- El 15 d'octubre, es va produir un gran enfrontament entre estudiants i policies en l'estació de Santa Ana i s'hi van efectuar quatre detencions; a la tarda, un grup de manifestants va esfondrar una porta de metall en l'estació Plaza de Armas, en el centre de Santiago, i estacions de les línies 1, 3 i 5 van ser tancades als passatgers a mesura que es reforçava la seguretat.[13][14] Els enfrontaments van continuar i es van expandir els dies següents, amb la destrucció de torniquets i màquines expenedores de bitllets en l'estació de San Joaquín, el 17 d'octubre; el vespre d'aquell dia hi havia quatre estacions tancades.[15] En aquells dies, 133 persones van ser detingudes i els danys a la infraestructura del Metro es van estimar en uns 500 milions de pesos (US $ 700.000).[16]

- El 20 d'octubre, molts supermercats, centres comercials i cinemes van romandre tancats mentre les protestes continuaven.[17][18] El toc de queda va ser imposat per a aquella nit en la regió metropolitana de Santiago i en les regions de Valparaíso, Biobío (incloent la capital regional, Concepción) i Coquimbo; no obstant això, el El Mercurio Online va informar que molts manifestants continuaven al carrer quan el toc de queda va començar a Santiago.[19][20]
- Les autoritats locals també van anunciar el tancament de escoles el 21 d'octubre (i algunes també el 22 d'octubre) en 43 de les 52 comunes de la Regió Metropolitana i en tota la província de Concepción.[21][22]
- El 25 d'octubre, més d'un milió de persones es van manifestar, sota el nom de «La marxa més gran de Xile», en la zona del sector de la plaça Baquedano, sent una de les més grans realitzades durant el període de transició a la democràcia.[23]